# Гоян Ярема Петрович
Яре́ма Петро́вич Гоя́н (11 липня 1940, с. Долішнє Залуччя, Снятинського району Івано-Франківської області — 28 вересня 2018, Київ) — український прозаїк.

## Біографія
Народився 11 липня 1940 р. в с. Долішнє Залуччя Снятинського району Івано-Франківської області.
Навчався у сільській семирічці, закінчив Снятинську середню школу ім. В. Стефаника (1956), працював у колгоспі (1956—1958).
Творчий шлях розпочав у районному часописі «Колгоспник» (тепер — «Голос Покуття»). Закінчив факультет журналістики Львівського університету ім. І. Франка (1964). Працював у газетах «Вільна Україна» і «Ленінська молодь» (Львів).
У 1967—1975 — власний кореспондент, у 1975—1978 — старший кореспондент, у 1978—1987 — завідувач відділу в газеті «Радянська Україна», з 1987 — головний редактор видавництва «Веселка».

## Творчість
Автор книжок: «Рушники», «Славичі», «Львівщина», «Вогні яворові», «Перстень верховинця», «Таємниця Лесикової скрипки».
Автор краєзнавчих книг «Моршин» (1973), «Немирів» (1977), «Львівщина» (1982), збірників нарисів «Славичі» (1979), «Рушники» (1975), «Вогні яворові» (1984), книги оповідань «Перстень верховинця» (1989), публіцистичних видань «Воскреснемо!» (2000) та «Присвята» (2001).

## Громадська діяльність
Член Спілки письменників України (з 1984). На з'їзді письменників обраний членом Ради Національної спілки письменників України. Багато років очолював журі літературної премії імені Лесі Українки, був головою журі премії імені Олени Пчілки.
Член Центрального правління Всеукраїнського товариства «Просвіта» ім. Т.Шевченка.

## Нагороди
Нагороджений медалями.
За вагомий особистий внесок у розвиток книговидання та на відзначення 1000-ліття літописання і книжкової справи в Україні йому присвоєно звання «Заслужений діяч мистецтв України» (1998).
Літературно-публіцистична і мистецька творчість Яреми Гояна відзначена Республіканською премією України імені Ярослава Галана (1975) та Державною премією України імені Т. Г. Шевченка (1993) за повість «Таємниця Лесикової скрипки».
Лауреат літературно-мистецької премії ім. Марка Черемшини (2000) та Міжнародної літературної премії ім. Івана Кошелівця (2001).
Почесний доктор Української академії друкарства (1999).

## Смерть
Помер 28 вересня 2018 року в місті Києві.